# Metaxa

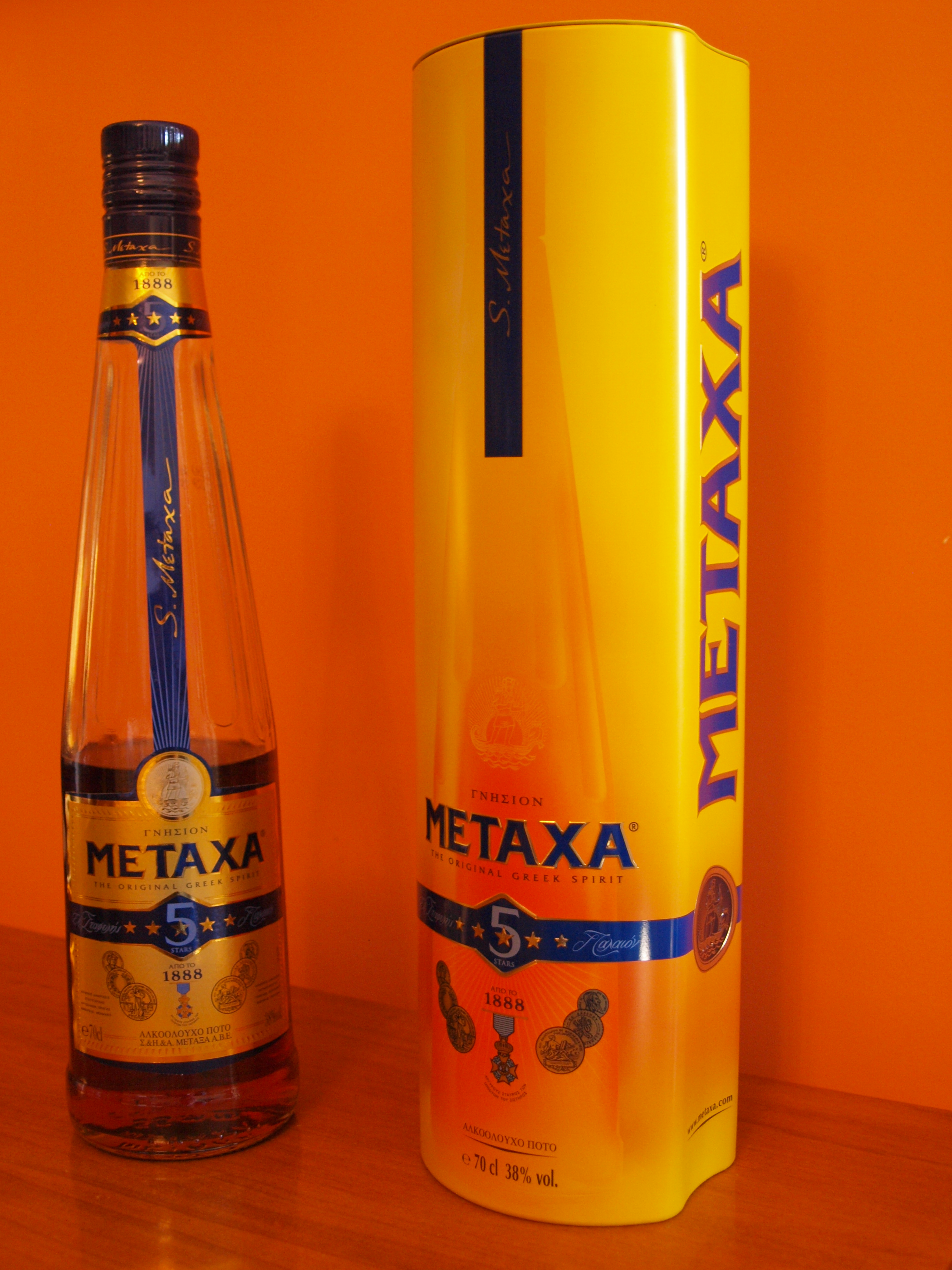
Metaxa 5 stelle

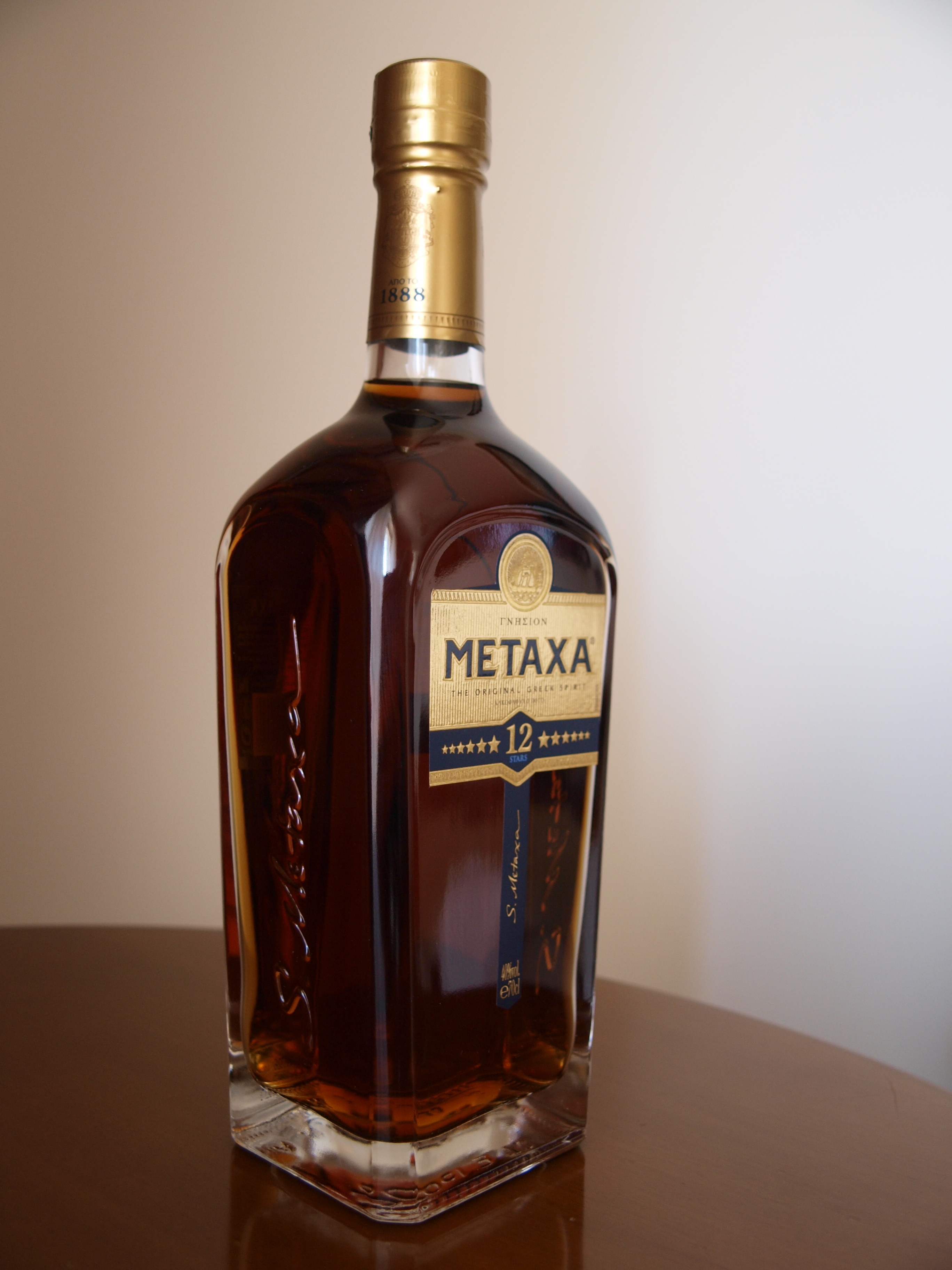
Metaxa 12 stelle

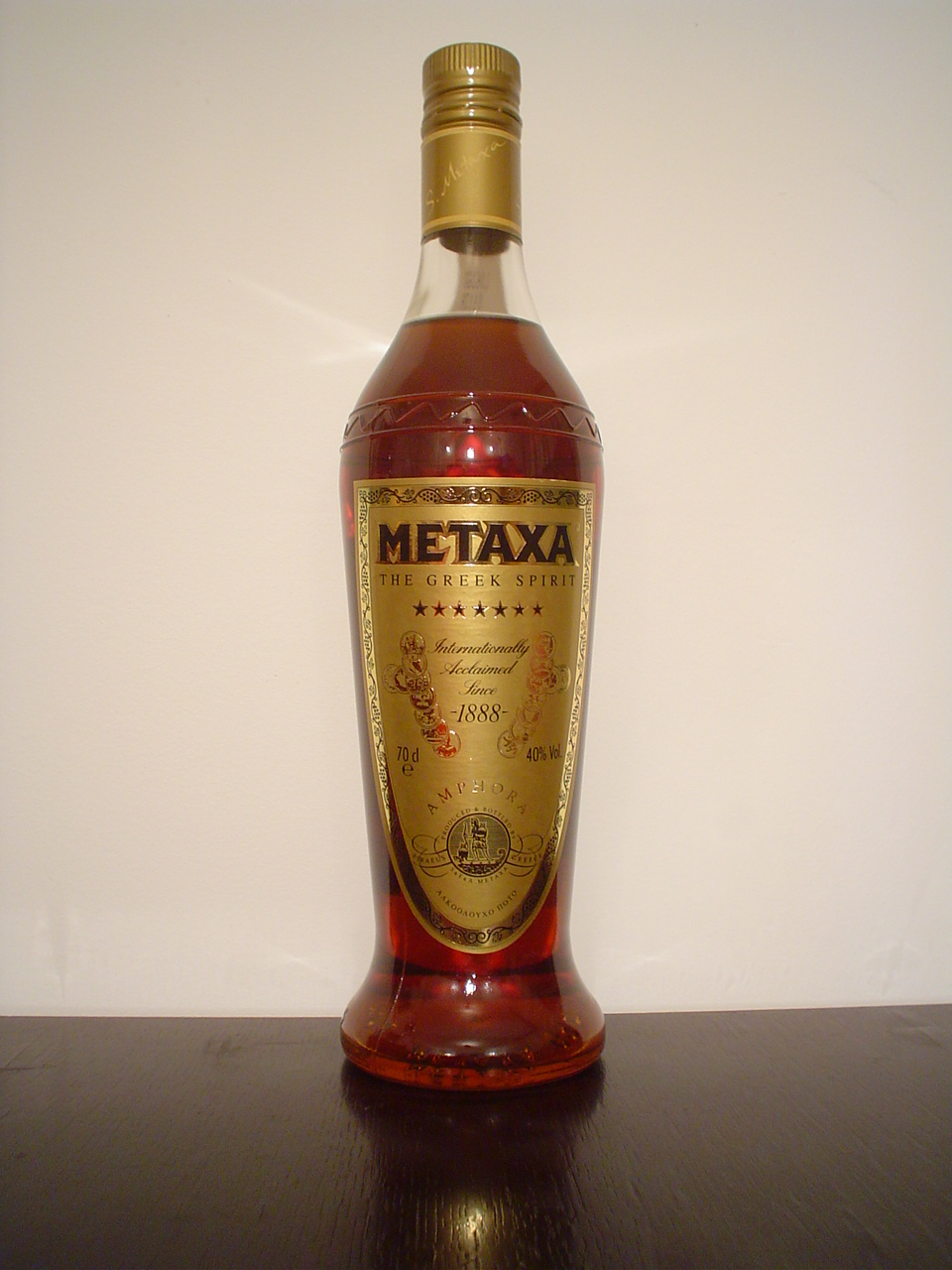
Metaxa 7 stelle nella classica bottiglia ad anfora

Il Metaxa (Μεταξά) è un brandy greco inventato nel 1888 dal commerciante Spyros Metaxas (Σπύρος Μεταξάς).

## Produzione
Per ottenere questa bevanda si utilizzano tre varietà di uve diverse: uva sultanina, uva savatiano e uva di Corinto). Una volta ottenuto il distillato, si lasciano sviluppare i propri aromi in barili in quercia del Limosino per una durata minima di tre anni. Si aggiunge al brandy uva moscato (di Samo o di Lemno), delle essenze di petali di rosa e una serie segreta di piante aromatiche. Il prodotto ottenuto viene conservato in un barile per un anno. Prima dell'imbottigliamento il prodotto passa molti giorni ad una temperatura inferiore a zero, viene filtrato e infine viene imbottigliato.

## Varianti
- Metaxa 3 ★★★, invecchiamento in barile di quercia per almeno tre anni, con il 38% di alcool (vol).
- Metaxa 5 ★★★★★, invecchiamento in barile di quercia per almeno cinque anni, con il 40% di alcool (vol).
- Metaxa 7 ★★★★★★★, anche chiamato Amphora, invecchiamento in barile di quercia per almeno sette anni, con il 40% di alcool (vol), ed un colore scuro dorato. All'olfatto sono presenti aromi di frutta secca, di vaniglia e di quercia. Ha un sottile gusto di legno.
- Metaxa 12 ★★★, invecchiamento in barile di quercia per almeno dodici anni, con il 40% di alcool (vol), con un aroma di tabacco, di frutti secchi e vaniglia.
- Grand Olympian Reserve o Grande fine, invecchiamento in barile di quercia per almeno quindici anni. Contrariamente alle altre versioni, Grand Olympian Reserve non contiene moscato. Viene commercializzato in una bottiglia in porcellana.
- Private Reserve, invecchiamento in barile di quercia per almeno trent'anni, con il 40% di alcool (vol), ha un colore ambrato. Al gusto sono presenti note di miele, spezie, sentori di frutti secchi, moscato, vaniglia e quercia.
- Metaxa AEN, invecchiamento in barile di quercia per almeno ottant'anni. Questa è una versione a edizione limitata per il 120º anniversario dalla nascita del prodotto. È disponibile in una caraffa unica realizzata a mano di Crystal de Sevres.

## Degustazione
Metaxa è particolarmente apprezzato dai fumatori di sigari. In Grecia, è consumato più facilmente l'inverno che l'estate. Accompagna le castagne arrostite, le noci e le uve secche. Il Metaxa è associato nella mentalità greca ai festeggiamenti di fine anno. Si può, tuttavia, consumarlo l'estate con ghiaccio ed in cocktail. In Grecia, questo liquore alcoolico è considerato a torto come un cognac. Nelle canzoni viene evocato come koniakaki (κονιακάκι), il piccolo cognac.